# Runjava Kotula
Koordinati:   43°52′10″N, 15°27′28″E
Runjava Kotula je majhen nenaseljen otoček v Jadranskem morju, ki pripada Hrvaški.
Otoček leži jugojugovzhodno od Rta Donji Borovnjak, ki se nahaja na otoku Pašmanu. Od rta je oddaljen okoli 2 km. Do sosednjega zahodnega otočka Velika Kotula ga loči okoli 100 m širok in do 10 m globok preliv. Površina Runjave Kotule meri 0,032 km². Dolžina obalnega pasu je 0,71 km. Najvišji vrh na otočku je visok 10 mnm.